# オグロウロコインコ
オグロウロコインコ（尾黒鱗鸚哥、学名：Pyrrhura melanura）は、オウム目インコ科ウロコメキシコインコ属に分類される鳥。

## 分布
南アメリカのブラジル、コロンビア、エクアドル、ベネズエラなどに生息が確認されている。